# Salto Truful-Truful
El salto Truful-Truful es un conjunto de saltos o caídas de agua ubicados en la zona alta del río Truful-Truful, en la Región de la Araucanía, en Chile. Las aguas de la cordillera junto con el bosque que las rodea generan un oasis en medio del llamado Valle de la Luna del Llaima, producto de las erupciones del volcán homónimo. De esta manera, estas caídas de agua también forman parte del Parque Nacional Conguillio que alberga una variada flora y fauna en el sur de Chile.

## Toponimia
Su nombre proviene de la voz mapudungun Truful-Truful, que significa «de salto en salto» debido a los saltos de agua existentes en una zona del río.

## Características
El salto Truful-Truful está inserto en un escorial volcánico que, junto con las capas basálticas y volcánicas, ha generado una meseta con un corte de una altura aproximada de 7 m. que es atravesado por el río, generando los saltos ya nombrados. Además, alrededor de este, es posible verificar el efecto de los antiguos glaciares que cubrieron el valle del río, siendo visibles las capas de tierra generadas durante miles de años y que fueron desgastadas y cortadas verticalmente por efecto de los ríos.